# Qian Zhongshu

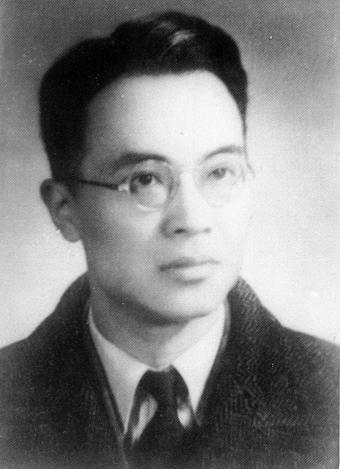
Qian Zhongshu um 1940

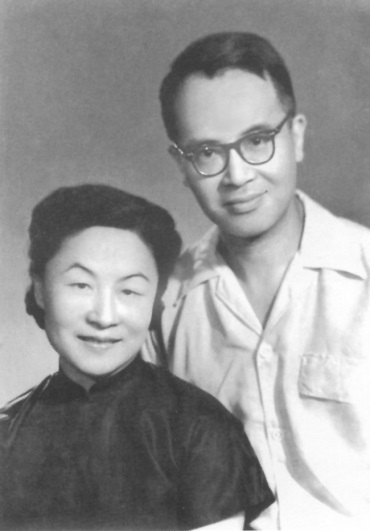
Qian Zhongshu und seine Frau Yang Jiang

Qian Zhongshu, chin. 钱锺书 (vereinf.) bzw. 錢鍾書 (Langschrift), Pinyin-Umschrift: Qián Zhōngshū, Wade-Giles-Umschrift: Ch'ien Chung-shu, (* 21. November 1910 in Wuxi bei Shanghai in der Provinz Jiangsu; † 19. Dezember 1998 in Peking (Beijing)) war ein chinesischer Schriftsteller, Literaturwissenschaftler und Gelehrter. Sein bekanntester Roman ist Die umzingelte Festung (围城, wéi chéng) von 1946. 

## Lebenslauf

### Namen, Jugend und Auslandsstudium
Qian Zhongshu hat sich nicht ausführlich über sein Leben geäußert, teils aus persönlicher Bescheidenheit, teils aber auch aufgrund seiner Überzeugung, dass ein literarisches Werk seinen Wert in sich selbst trüge und die Biographie des Autors wenig zu dessen Erläuterung beitragen könne. Diese grundsätzliche Abneigung gegen den Biographismus in der Literatur verleiht den Hinweisen aus der Feder seiner Frau Yang Jiang besonderen Wert, aus der die meisten Angaben zu seinem Leben stammen.
Ein Sohn des konservativen konfuzianischen Gelehrten Qian Jibo (錢基博 / 钱基博), einem Professor für chinesische Sprache an verschiedenen Universitäten in Nanjing, verlebte Qian Zhongshu eine unbeschwerte Kindheit bei seinem kinderlosen Onkel, von dem er, wie es in China bisweilen üblich war, an Sohnes statt aufgezogen wurde. Qian Zhongshu hieß ursprünglich Yangxian (仰先; „respektiere die Alten“), mit dem Höflichkeitsnamen Zheliang (哲良; „klug und aufrecht“). Im Alter von einem Jahr wurden, gemäß einer Zhuazhou-Tradition, die in vielen Teilen Chinas praktiziert wurde, einige Gegenstände vor ihm ausgebreitet, damit er nach ihnen greifen konnte: Er nahm ein Buch. Sein Onkel nannte ihn daraufhin „Zhongshu“, wörtlich „Bücherliebhaber“ (auch „der großen Wert auf Bücher legt“, „Büchernarr“), während "Yangxian" sein intimer Name wurde. Sein Vater änderte später seinen Höflichkeitsnamen in "Mocun" (默存, wörtlich „Schweigen“).
Als der Onkel starb, verschlechterte sich die Situation für die Witwe, und der zehnjährige Zhongshu lernte – von nun an wieder unter der Obhut des Vaters – klassisches Chinesisch. Mit vierzehn Jahren besuchte Zhongshu die Missionsschule in Suzhou, wo sich sein Sprachtalent zeigte, so dass er 1929 zur Tsinghua-Universität nördlich von Peking wechselte, um westliche Sprachen und Literatur zu studieren. Dort traf er seine zukünftige Frau Yang Jiang, die später als Übersetzerin romanischer Sprachen, u. a. des Don Quijote des Miguel de Cervantes und als Stückeschreiberin tätig war und großen Einfluss auf sein schriftstellerisches Schaffen hatte. Nach dem Studienabschluss 1933 lehrte er zwei Jahre an der Guanghua-Universität von Shanghai, bevor er – nach der Heirat im Jahr 1935 – mit einem Stipendium in Oxford das Exeter College besuchte, eines der ältesten Colleges der Universität, wo er 1937 seinen Bachelor in Literatur ablegte. Nach der Geburt der Tochter Qian Yuan wechselte er zusammen mit seiner Familie an die Sorbonne, die Universität von Paris, um Französisch zu studieren, und kehrte 1939 als Dozent nach China zurück, wo er als Professor für Englisch u. a. in Kunming, Shanghai und Peking unterrichtete.

### Rückkehr nach China
Das Land befand sich seit 1937 im Krieg mit den Japanern (Zweiter Japanisch-Chinesischer Krieg), die weite Teile Chinas besetzt hielten und zunächst von einer unbeständigen politisch-militärischen Koalition zwischen der Kuomintang unter Chiang Kai-shek und den Kommunisten unter Mao Tse-tung bekämpft wurden, ehe auch dieses Bündnis zerfiel und die Partner sich gegenseitig bekriegten. Erst mit dem Abzug der Japaner, dem Sieg Maos und der Gründung der Volksrepublik China im Jahr 1949 kehrte nach den Jahren des Krieges, des Bürgerkriegs, der Unruhen und des Chaos wieder Stabilität ein.

### Autor und Sprachwissenschaftler
Qian, der von 1941 bis 1945 in dem japanisch besetzten Shanghai wohnte, war in den zehn Jahren nach seiner Rückkehr schriftstellerisch sehr aktiv und verfasst in dieser Zeit neben seinem Hauptwerk, dem satirischen Roman „Die umzingelte Festung“ (oder „Die belagerte Festung“, wéi chéng, 围城 vereinf.,圍城 trad.), noch zahlreiche weitere Werke wissenschaftlicher Natur.
Qian kehrte nach Kriegsende als Dozent für Literaturwissenschaft an seine alte Ausbildungsstätte, die Tsinghua-Universität, zurück, die Anfang der 50er Jahre organisatorisch in der Peking-Universität aufging. Qian hatte nun keine Lehraufgaben mehr und widmete sich seit 1955 als Akademiemitglied nur noch Forschungs- und Übersetzungsaufgaben, so auch der offiziellen Übertragung von „Maos Ausgewählten Werken“ ins Englische.
Im Zug der Kulturrevolution wurde Qian – ebenso wie die anderen Mitglieder der Chinesischen Akademie der Wissenschaften – drangsaliert und auf eine kasernierte Kaderschule aufs Land verschickt; er wurde Hausmeister und musste auf seine geliebten Bücher verzichten; den Mangel glich er durch Anlage von Tagebüchern und Rückgriff auf eigene Notizen aus (Guan Zhui Bian, 管錐編，管锥编, engl. Titel „Limited Views“), in denen er sich angesichts der Erniedrigungen der Gegenwart ganz auf die „autonome Republik der Dichtung“ (Christopher Rea), d. h. der chinesischen Sprache und Literatur zurückzog. Während er, seine Frau und seine Tochter die Verfolgungen überstanden, brachte sich der Schwiegersohn, ein Geschichtslehrer, aus Verzweiflung um.
Erst nach dem Tod Maos und dem Sturz der sog. „Viererbande“ im Jahr 1976 kehrte Qian an sein Forschungsinstitut zurück. Die Jahre von 1978 bis 1980 waren von der neu gewonnenen Freiheit und von Reisen zu Universitäten in Italien, den USA und Japan geprägt, wo er durch seinen Scharfsinn und seine Bildung beeindruckte. Die gewandelten Verhältnisse fanden ihren Ausdruck in seiner Ernennung zum Stellvertretenden Direktor der Chinesischen Akademie für Sozialwissenschaften in den Jahren von 1982 bis 1993 und zum Seniorberater dieses Instituts bis zu seinem Tod.

### Letzte Lebensjahre
Qian, ohnehin nie sehr gesellig veranlagt und jeder Selbstdarstellung abhold, mied die Medien, politische Festlegungen und das gesellschaftliche Leben mehr denn je. 1994 wurde er in ein Krankenhaus verlegt, das er bis zu seinem Tode nicht mehr verließ. Die offizielle chinesische Presse feierte ihn als „einen Unsterblichen“ („an immortal“).

## Werke
Qian war sowohl in der Literatur als auch in der Wissenschaft zuhause; seine Werke fallen dementsprechend in diese beiden Kategorien. Seine intime Kenntnis des klassischen und modernen Chinesisch sowie der europäischen Sprachen – Englisch, Französisch, Deutsch, Italienisch, Spanisch, Latein sowie in Übersetzung Altgriechisch – erlaubte es ihm, Elemente beider Kulturen zu überschauen und in seine Werke einfließen zu lassen. Als einer der bekanntesten neuzeitlichen Autoren Chinas war er gleichzeitig einer der letzten Schriftsteller, der Werke in klassischem Chinesisch verfasste. Er galt zu seinen Lebzeiten aufgrund seiner ungeheuren Belesenheit, seiner Sprachenkenntnisse und seines Erinnerungsvermögens als „der größte Gelehrte Chinas“. Seine künstlerische und menschliche Unabhängigkeit gegenüber politischen, gesellschaftlichen und medialen Ansprüchen hielt er bis zuletzt aufrecht.

### Prosawerke
In den Jahren vor Kriegsende verfasste Qian 1941 Marginalias of Life, eine Sammlung von satirischen Kurzgeschichten („Randbemerkungen zum Leben“, 寫在人生邊上， 写在人生边上, Xie zai rensheng bianshang ; englisch unter dem Titel “Written on the Verge of Life”), 1946 Men, Beasts and Ghosts, eine schmale Sammlung satirischer Erzählungen („Männer, Tiere und Geister“, 人‧獸‧鬼, Ren, shou, gui), schließlich 1947 sein wohl bekanntestes Werk „Die umzingelte Festung“. Obwohl der Roman in viele Weltsprachen übersetzt wurde, erregte er in China erst in den späten 1970er Jahren Aufmerksamkeit.

### „Die umzingelte Festung“

#### Entstehung
Nachdem Qian bereits mit einigen literaturkritischen Arbeiten, kürzeren Essays und bissigen, satirischen Erzählungen Aufsehen erregt hatte, wagte er sich mit Unterstützung seiner Frau Yang Jiang seit 1944 an ein umfangreiches Prosawerk, „Die umzingelte Festung“. Sein Lesehunger hatte ihn in Oxford auch eine Anzahl Krimis verschlingen lassen, und seine Begeisterung für dramatische Szenen der chinesischen Oper war bekannt. Auch die erfolgreiche Theaterproduktion seiner Frau ermutigte ihn.
1946 als Fortsetzungsroman in einer Zeitschrift veröffentlicht, erschien „Die umzingelte Festung“ (chinesisch 圍城 / 围城, Pinyin wéichéng) im Jahr darauf als Buch und wurde von der chinesischen Kritik freundlich aufgenommen. Ein ausländischer Kritiker meinte freilich, es sei besser, „das Buch zu verbieten und den jungen Leuten gar nicht erst zu zeigen“.

#### Handlung
Der verbummelte 27-jährige Auslandsstudent Fang Hongjian (方鴻漸), verwöhnter Sohn eines Landedelmanns, für den die Familie zuhause bereits eine Ehe arrangiert hat, kehrt nach einem mehrjährigen Aufenthalt in Europa mit dem fabrizierten Diplom einer nicht existierenden irischen Universität nach China zurück, da er für einen regulären Abschluss zu faul war – also eine typische „Meeresschildkröte“ (海龟 hăī guī), auf die man zuhause gerade noch gewartet hat. Als ihn, der von seinen zukünftigen Schwiegereltern hoffnungsvoll zum Studium ins Ausland geschickt worden war, ein Brief seines Vaters erreicht, der ihn in trockenem Ton vom Tod der ihm zugedachten Braut unterrichtet, liest er den Brief „mit der Freude eines begnadigten Verbrechers.“
An Bord des Schiffs, das ihn und weitere Auslandsstudenten schließlich nach China zurückbringt, lässt sich für den selbstsicheren, recht witzigen Fang zunächst alles recht gut an: er bändelt mit etlichen chinesischen weiblichen Wesen an Bord an, muss aber spätestens bei der Ankunft daheim feststellen, dass die jungen Frauen schon längst in festen Händen und an langweilige, aber beruflich solide verankerte Mitbewerber vergeben sind.
Auch alle seine weiteren Versuche in erotischer Hinsicht scheitern immer wieder an der Gewitztheit und der instinktiven Vorsicht seiner Angebeteten, und erst, als er nach mancherlei Verwicklungen auf eine Dozentur im Inland berufen wird, lernt er seine spätere Ehefrau kennen, die den charmanten, aber offensichtlich unverbesserlichen Versager und Taugenichts nach seinem Scheitern an seiner bisherigen Arbeitsstelle auch nach Shanghai begleitet, wo er in eine peinliche Abhängigkeit von seinen angeheirateten Verwandten gerät.
Auch beruflich will ihm nichts gelingen, und wohin er sich auch wendet – überall schließen sich vor ihm, dem Neuankömmling und Mann ohne Verbindungen, die Türen und sind die besten Plätze bereits von erfolgreicheren Mitbewerbern besetzt. Nach und nach platzt der Lack seines Auslandsprestiges ab und macht der ziemlich trostlosen Einsicht Platz, dass es sich zu fügen gilt. Angesichts seiner hoffnungslosen Erfolg- und Nutzlosigkeit trennt sich jedoch schließlich auch seine Frau von ihm, und Fang kann nur noch dem Schlagen der falsch gehenden Ahnenuhr in der leeren Wohnung lauschen; damit endet der Roman.

#### Der Titel
Der Titel geht auf ein französisches Sprichwort, evtl. arabischen Ursprungs, zurück, wonach „die Ehe einer belagerten Festung gleicht, in der die, die davor stehen, hinein wollen, und die, die drin sind, hinaus.“ Der programmatische Titel bezieht sich nicht nur auf die Situation der Romanfiguren, sondern kennzeichnet ganz allgemein eine Lebenshaltung, die auf der Selbsttäuschung fußt, es sei überall besser als dort, wo man sich gerade aufhält.

#### Deutung
Die „Wiedergeburt“ nach fast vierzig Jahren und die erstaunlich moderne Wirkung des Romans mag u. a. daran liegen, dass Wéichéng nie nur ein Intellektuellen- oder Elitenroman war, sondern bis heute ins Herz der traditionellen chinesischen Gesellschaft mit ihrem für Außenstehende undurchdringlich erscheinenden Geflecht von familiären Beziehungen und Abhängigkeiten führt; er spricht auf unterhaltsame, witzige Weise viele der immer noch latenten Probleme einer Gesellschaft an, die dem Einzelnen seinen Platz zuweist, mag er wollen oder nicht.
Dass der Roman – bei aller Abneigung des Autors gegen eine solche Deutung – autobiographische Züge trägt, steht angesichts der Parallelen zwischen den Lebensläufen des Protagonisten und des Autors außer Frage, das Verhältnis zwischen Fiktion und Realität jedoch wurde vom Verfasser – wohl mit voller Absicht – kunstvoll verfremdet, verzerrt und verwischt. Sein Sinn für Satire, sein Temperament, seine Unkonventionalität – in der Zeit der Kulturrevolution, die jede individuelle Abweichung verfolgte, schwere Vergehen – kennzeichnen nicht nur die Gestalt seines Antihelden, sondern waren stets auch prägende Eigenschaften von Qian selbst.
Wie die vielen Zitate, Stilvergleiche und Handlungsstränge zeigen, dienten als literarische Vorlagen für Wéichéng nicht nur der europäische Schelmenroman – Qians Ehefrau übersetzte den Don Quixote des Cervantes –, sondern ebenso die chinesischen Klassiker und die gesamte Breite der europäischen Literaturgeschichte. Qian verschmilzt und verarbeitet dabei fast unmerklich daoistisches, konfuzianisches und europäisches Gedankengut, ohne je den Faden der eigentlichen Handlung aus dem Auge zu verlieren.
Man hat dem Roman Handlungsarmut vorgeworfen, eine gewisse Geschichtslosigkeit – „der Roman spielt in einem seltsam geschichtslosen Raum“ –, Typisierung der Hauptfiguren sowie einen Spannungsabfall im zweiten Teil. Tatsächlich kippt der Roman in der Mitte im Sinn einer klassischen Peripetie: aus dem Bruder Leichtfuß Fang wird mehr und mehr ein verbissen kämpfender, völlig ernüchterter Fremdling im eigenen Land, den vor einem wirklich tragischen Ende nur die Einsicht in seine völlige Unbedeutsamkeit rettet und die Ahnung, dass es schon irgendwie weitergehen wird. Es spricht für Qian's Erzählkunst, seine daoistisch-philosophische Abgeklärtheit und erklärt zugleich die Aktualität dieses Romans, dass er auf einen dramatischen Abschluss im guten oder schlechten Sinn verzichtet – das Buch endet mit einem großen Fragezeichen. Qians Mischung aus Satire, gelehrten Anspielungen und enzyklopädischer Beherrschung der Weltliteratur fand nicht überall Anklang, ist aber abgemildert durch seinen Sprachwitz, den durchdachten Erzählaufbau und die markante Gestaltung v. a. der weiblichen Personen der Handlung, die angesichts der entscheidungsschwachen Männer im Roman ohnehin als das wirklich „starke Geschlecht“ erscheinen.

#### Nachwirkung, Wertung
Wurde das Buch in Festlandchina wegen seiner individualistischen, bürgerlichen Tendenzen und wegen seines mangelnden Nationalismus in den folgenden dreißig Jahren nicht mehr neu aufgelegt, so war man auch in Taiwan von offizieller Seite über den Roman nicht sonderlich erfreut, wurden doch darin die Verhältnisse unter der Kuomintang-Regierung des Generalissimus Chiang Kai-shek in ein wenig freundliches Licht gestellt. Dennoch wurde das Buch nicht nur in Taiwan, sondern auch in Hongkong und im Ausland rasch berühmt, 1961 wurde es bereits als „bester Roman der modernen chinesischen Literatur“ (C.T. Hsia) bezeichnet, und bald erschienen Übersetzungen in viele Kultursprachen. Erst 1980 erlebte es in Festlandchina ein Revival, wurde wieder aufgelegt und erreichte mehrere Auflagen. Eine Fernseh- sowie eine Radioserie folgten 1990/91 dem Bucherfolg. Obwohl mehrmals vorgeschlagen, errang Qian mit seinem Roman niemals einen der bedeutenden Literaturpreise.
Wéichéng gehört heute zum chinesischen Lesekanon, manche Redensarten und Ausdrücke sind sprichwörtlich geworden. Darüber hinaus ist es inzwischen Bestandteil der Weltliteratur; in ihm erkennen sich Chinesen und westliche Leser gleichermaßen wieder.

#### Zitate zu Wéichéng
- „Ein allzeit gültiger China-Knigge“; Daily China, 24. Januar 2010
- „Eine Comédie humaine… einer der größten Romane des modernen China“; Christopher Rea

### Weitere Romane
Der Beginn zu einem weiteren Roman, „Das Artischockenherz“ (Pai-ho hsin) ging in den Wirren der Nachkriegszeit verloren, sehr zum Ärger des Verfassers, dem die Arbeit Spaß gemacht und der große Hoffnungen auf das neue Werk gesetzt hatte.

### Wissenschaftliche Schriften
In klassischem Chinesisch verfasste Qian 1948 On the Art of Poetry, englisch auch unter dem Titel “Reflections in Appreciation”, (談藝錄，谈艺录, Tanyilu, erweitert und überarbeitet 1983).
1958 gab er eine Sammlung von Gedichten aus der Song-Dynastie (960–1279) heraus, „Selected and Annotated Song Dynasty Poetry“ (宋詩選注，宋诗选注, Songshi xuanzhu). Obwohl die Auswahl im Ausland sehr geschätzt wurde und der Autor Maos Ansichten an geeigneter Stelle hervorhob, trug ihm das Werk in China den Vorwurf ein, nicht marxistisch genug zu sein. Erst 1988 kam es zu einer Neuauflage.
1984 erschien in chinesischer Umgangssprache eine literaturkritische Sammlung („Seven Pieces Patched Together“, 七綴集).
Das fünfbändige Guan Zhui Bian (管錐編，管锥编), die „Bambusrohr und Ahle-Sammlung“, auch als Sammlung von beschränkten Einsichten in die Welt (der Literatur) bekannt, wurde in den späten 1970er bis 1990er Jahren zusammengefasst und verbindet Aufsätze über Poetik, Literaturgeschichte und Semiotik in klassischem Chinesisch. Die ursprünglich während der Kulturrevolution geschriebenen Abhandlungen zur Theorie und Ästhetik der Literatur entstanden als eskapistische Fluchtbewegung vor den Erniedrigungen der Gegenwart und bestehen aus 781 Anmerkungen zu zehn traditionellen Werken der chinesischen Literatur. In Langzeichen, die seit der Schriftreform von 1955 auf dem Festland nicht mehr verwendet wurden, und ohne jeden Hinweis auf Werke der Gegenwart verwertet der Autor seine Kenntnisse der Song-Dichtung (960–1279), der Blütezeit der chinesischen Poesie, die er unter Bezug auf fast eintausend Werke der europäischen Literatur neu kommentiert und interpretiert.
Zu Qians weiteren Schriften zählen Jiuwen sipian von 1979 (engl. "Four Early Articles”) and Qizhuiji (1984), eine Sammlung von Wissenschaftsstudien.

## Zitate
- „Der beste chinesische Autor, von dem sie noch nie gehört haben … einer der großen literarischen Kosmopoliten des Zwanzigsten Jahrhunderts“; Christopher Rea (2010)
- „Chinas bedeutendster Literat“; Ronald Egan
- „Einer der ganz Großen der chinesischen Literatur im 20.Jahrhundert … ein echter Universalgelehrter“; Cao Jin (2011)

## Ausgaben in Auswahl

### Gesamtausgaben
2001 erschien eine dreizehnbändige Gesamtausgabe seiner Werke (Works of Qian Zhongshu, 錢鍾書集，钱锺书集), 2003 eine zehnbändige Ergänzungsausgabe (Supplements to and Revisions of Songshi Jishi, 宋詩紀事補正), 2004 Faksimileausgaben von Teilen seiner Tagebücher, 2005 eine Teilausgabe seiner englischsprachigen Titel. Die Qualität der Gesamtausgaben wurde von der Kritik jedoch mit Skepsis aufgenommen

### Einzelausgaben
- Humans, beasts, and ghosts. Stories and essays. Columbia University Press, New York 2010.
- Die umzingelte Festung. Ein chinesischer Gesellschaftsroman. Aus dem Chinesischen von Monika Motsch und Jerome Shih. Insel, Frankfurt am Main 1988.
  - Die Ausgaben von 2008 und 2020 sind im Wesentlichen unveränderte Neuauflagen: Die umzingelte Festung. Roman. Schirmer Graf, München 2008, ISBN 3-86555-059-2 und Die umzingelte Festung. Matthes & Seitz, Berlin 2020, ISBN 3-95757-831-0.
- Limited views. Essays on ideas and letters. Harvard University Asia Center, Cambridge 1998. – Teilübersetzung des Guan Zhui Bian.
- Das Andenken. Erzählungen. Aus dem Chineischen von Charlotte Dunsing und Ylva Monschein. Diederichs, Köln 1986, ISBN 3-424-00854-0.
- Fortress besieged. Übsersetzt von Jeanne Kelly und Nathan K. Mao. Indiana University Press, Bloomington 1979.